# Indenololo
L' indenololo è un composto chimico di formula C15H21NO2.

## Caratteristiche strutturali e fisiche
| N. di atomi pesanti                              | 18              |
| N. di donatori di legami a idrogeno              | 2               |
| N. di accettori di legami a idrogeno             | 3               |
| N. di elementi stereogenici atomici non definiti | 1               |
| N. di legami ruotabili                           | 6               |
| Massa monoisotopica                              | 247,157228913 u |
| Superficie polare                                | 41,5 Å²         |

| Entalpia di vaporizzazione | 70,9 ± 3,0 kJ/mol    |
| Refrattività molare        | 72,9 ± 0,3 cm³       |
| Polarizzabilità            | 28,9 ± 0,5 10⁻²⁴ cm³ |
| Tensione superficiale      | 43,8 ± 3,0 dyne/cm   |
| Volume molare              | 225,4 ± 3,0 cm³      |

## Farmacologia e tossicologia

### Farmacodinamica
Il composto è un antagonista non selettivo dei recettori β2-adrenergici le cui proprietà simpatomimetiche sono state dimostrate in vitro ma non negli esseri umani.

### Effetti del composto e usi clinici
È stato studiato come principio attivo di indicazione specifica contro l'ipertensione. Viene utilizzato come medicinale in cardiologia contro l'insufficienza cardiaca, l'ipertensione, e il trattamento di alcune forme di angina pectoris. Secondo prescrizione del medico specialista. La dose abituale è 60mg al giorno.

### Controindicazioni ed effetti collaterali
Controindicato in caso di broncospasmo, bradicardia, acidosi metabolica, shock cardiogeno. Alcuni degli effetti indesiderati sono bradicardia, cefalea, iponatremia, vertigini, nausea, vomito, febbre, iperuricemia, affaticamento, ipotensione, rash.